# Kristian Pitshuguin
Kristian Pitshuguin (en hebreo: כריסטיאן פיצ'וגין‎; 18 de julio de 2001) es un deportista israelí que compite en natación, especialista en el estilo braza. Ganó una medalla de bronce en el Campeonato Europeo de Natación de 2024, en la prueba de 50 m braza.

## Palmarés internacional
| Campeonato Europeo | Campeonato Europeo | Campeonato Europeo | Campeonato Europeo |
| Año                | Lugar              | Medalla            | Prueba             |
| ------------------ | ------------------ | ------------------ | ------------------ |
| 2024               | Belgrado (Serbia)  | Medalla de bronce  | 50 m braza         |